# Château de la Bien-Assise
Le château de la Bien-Assise est un château français bâti au début du XIXe siècle, et situé à Guînes dans le Pas-de-Calais.

## Historique
- 1558 le 13 janvier : le Duc de Guise investit Guînes. Mylord Gray, gouverneur de la place, avait une garnison de 1400 hommes dont six cents vieux soldats espagnols. Après de longs combats, le château fut anéanti sous le feu des pièces d'artillerie et les incendies[3].
- 1806 : sur les plans de Claude-Nicolas Ledoux, Charles-François de Guizelin, premier conseiller général du canton de Guînes, fait construire le château sur l'emplacement d'une ancienne demeure seigneuriale.
- 1900 : le domaine mis en vente est démembré. Il est racheté en 1907 par M. Basset fabricant de tulle à Calais.
- 1944 : il est réquisitionné pour héberger des réfugiés des marais de la région.
- 1951 : M. André Boutoille possédant les terres et la ferme en fait l'acquisition et redonne son unité à l'ensemble ; il y crée un centre touristique.